# 荘司康誠
荘司 康誠（しょうじ こうせい、2000年10月13日 - ）は、新潟県新潟市西区出身のプロ野球選手（投手）。右投右打。東北楽天ゴールデンイーグルス所属。

## 経歴

### プロ入り前
新潟市立東青山小学校2年生のときに青山あらなみ野球少年団で野球を始め、投手・遊撃手としてプレー。新潟市立小針中学校在学時は硬式野球のクラブチームである新潟西シニアに所属していたが、2年生のときに腰椎分離症を発症し、卒団まで投手としてはほとんど投げられず、控えの外野手で出場機会にも恵まれなかった。なお、同級生に鈴木裕太がいた。
新潟明訓高等学校では本格的に投手へ転向し、2年春から公式戦に登板。3年春からエースとなるも、同年夏の新潟県大会では1回戦で敗退した。甲子園出場経験は無し。
立教大学へ進学したが、入学後から右肩に痛みを感じており、1年時の終わり頃にはボールを投げられないほどに肩を痛めた。複数の病院を受診して異常が無いにもかかわらず、痛みが取れることはなく、2年秋までそのような状態が続いた。ただ、2020年10月20日に北川雄介トレーナーの施術・指導を1時間ほど受けると、右肩の状態が劇的に回復し、その4日後には約半年ぶりの本格投球にもかかわらず、最速142km/hを計測した。同年11月22日の第3回大学野球オータムフレッシュリーグで約1年ぶりとなる実戦復帰を果たすと、自己最速を7km/hも上回る149km/hを計測。年明けには北川トレーナーから変化球の投げ方も教わり、3年春に東京六大学リーグ戦デビューを果たし、最速151km/hを計測した。2022年初頭に「ドラフト1位になる」と高い目標を公言し、4月にはリーグ戦初勝利を挙げ、7月に開催されたハーレムベースボールウィークでは日本代表に選出され、エース格として起用された。8月の東京六大学オールスター戦では最速157km/hを計測し、9月5日にプロ志望届を提出。リーグ戦通算2勝ながら、10月18日には東北楽天ゴールデンイーグルスが荘司の1位指名を公言した。
10月20日に開催されたドラフト会議にて、楽天と千葉ロッテマリーンズから1位指名を受け、抽選の結果、楽天が指名権を獲得した。11月9日に契約金1億円・年俸1600万円（いずれも金額は推定）で入団に合意。同23日には背番号が19となることが発表された。

### 楽天時代
2023年は春季キャンプを一軍でスタート。開幕ローテーション争いに加わっていたが、開幕してしばらくは週5試合が続く変則日程もあり、開幕ローテーション入りは果たせなかった。イースタン・リーグでは3試合の登板で防御率3.32を記録すると、4月22日の北海道日本ハムファイターズ戦でプロ初登板初先発。5回までは1安打に抑える好投を見せていたものの、打線の援護が無く、6回表に3点を失ってイニング途中で降板し、5回2/3を4安打3四球6奪三振3失点という内容でプロ初黒星を喫した。その後も先発の役割を果たしながら、勝利投手が記録されない登板が続き、5月17日の福岡ソフトバンクホークス戦でも6回2/3を3失点と試合を作りながら敗戦投手となり、登板機会の都合で翌18日に出場選手登録を抹消された。中10日で先発した5月28日の日本ハム戦では、自身初めて9回のマウンドに上がって3者連続奪三振を記録するなど、9回114球3安打1四球7奪三振2失点と力投したが、勝敗は付かなかった。その後も登録抹消を挟みながら一軍登板を重ね、6月までに8先発で防御率3.65を記録しながらも未勝利であったが、9度目の先発登板となった7月5日のオリックス・バファローズ戦で6回5安打2四球8奪三振無失点と好投し、プロ初勝利を挙げた。同13日に登板機会の都合による登録抹消があったものの、その後はシーズン終了まで先発ローテーションを回り、自身5連勝でシーズンを終えた。この年はパ・リーグの新人最多となる109回2/3を投げ、19試合の先発登板で5勝3敗・防御率3.36を記録。オフに1400万円増となる推定年俸3000万円で契約を更改した。
2024年は3月9日のオープン戦にて、右膝の違和感のため1イニングで降板し、検査の結果右大腿骨滑車部骨挫傷と診断された。同23日のオープン戦で復帰し、開幕2試合目の埼玉西武ライオンズ戦でシーズン初登板初先発となったが、4回5失点で敗戦投手。続く4月6日のソフトバンク戦では7回1失点と好投したものの、勝敗は付かなかった。同13日の千葉ロッテマリーンズ戦にも先発予定であったが、発熱により登板回避となり、出場選手登録も抹消。4日間ほど寝込み、体重もかなり落ちたというが、中22日で4月29日の千葉ロッテマリーンズ戦に先発すると、打線の援護に恵まれ、5回4失点ながらシーズン初勝利を挙げた。ただ、後に本人が「投げていて急に力が入らなくなった」と話した5月は月間3先発で3敗・防御率10.24。5月22日のソフトバンク戦では初回に5点を失い、自己最短の1/3回で降板となり、翌23日に出場選手登録を抹消された。7月28日のロッテ戦で約2か月ぶりの一軍先発登板となったが、6四球を与えて95球を要し、4回2失点で降板。後に本人は「7月の終わりに投げた時にも、いろいろアクシデントもあったので」と話し、翌29日に出場選手登録を抹消されて以降は二軍でも登板がなく、9月2日には右肘関節クリーニング手術を受けた。球団からは、試合復帰まで4か月を要する見込みと発表。残りのシーズンはリハビリに費やし、この年は7試合の先発登板で1勝4敗・防御率6.98という成績に終わり、オフに300万円減となる推定年俸2700万円で契約を更改した。

## 選手としての特徴
189cmの長身から投げ下ろされる最速157km/hのストレートが武器。変化球はカットボールに近い軌道で変化するスライダーを中心に、カーブ・スプリット・チェンジアップも投じる。投手でありながら大学時代はリーグ戦通算3本塁打を記録している。

## 人物
チーム内のニックネームは、同僚の西口直人から命名された「こうじ」。
試合前やトレーニング中に聴く勝負曲は、Creepy Nutsの『のびしろ』であり、プロ入り当初の登場曲にも用いている。
コンタクトの度数は-2.50。

## 詳細情報

### 年度別投手成績
| 年 度     | 球 団     | 登 板 | 先 発 | 完 投 | 完 封 | 無 四 球 | 勝 利 | 敗 戦 | セ 丨 ブ | ホ 丨 ル ド | 勝 率 | 打 者 | 投 球 回 | 被 安 打 | 被 本 塁 打 | 与 四 球 | 敬 遠 | 与 死 球 | 奪 三 振 | 暴 投 | ボ 丨 ク | 失 点 | 自 責 点 | 防 御 率 | W H I P |
| --------- | --------- | ----- | ----- | ----- | ----- | -------- | ----- | ----- | -------- | ----------- | ----- | ----- | -------- | -------- | ----------- | -------- | ----- | -------- | -------- | ----- | -------- | ----- | -------- | -------- | ------- |
| 2023      | 楽天      | 19    | 19    | 0     | 0     | 0        | 5     | 3     | 0        | 0           | .625  | 460   | 109.2    | 90       | 6           | 48       | 0     | 5        | 93       | 3     | 0        | 43    | 41       | 3.36     | 1.26    |
| 2024      | 楽天      | 7     | 7     | 0     | 0     | 0        | 1     | 4     | 0        | 0           | .200  | 136   | 29.2     | 32       | 4           | 18       | 0     | 0        | 26       | 4     | 0        | 26    | 23       | 6.98     | 1.69    |
| 通算：2年 | 通算：2年 | 26    | 26    | 0     | 0     | 0        | 6     | 7     | 0        | 0           | .462  | 596   | 139.1    | 122      | 10          | 66       | 0     | 5        | 119      | 7     | 0        | 69    | 64       | 4.13     | 1.35    |

- 2024年度シーズン終了時

### 年度別守備成績
| 年 度 | 球 団 | 投手  | 投手  | 投手  | 投手  | 投手  | 投手     |
| 年 度 | 球 団 | 試 合 | 刺 殺 | 補 殺 | 失 策 | 併 殺 | 守 備 率 |
| ----- | ----- | ----- | ----- | ----- | ----- | ----- | -------- |
| 2023  | 楽天  | 19    | 5     | 12    | 0     | 1     | 1.000    |
| 2024  | 楽天  | 7     | 2     | 4     | 0     | 1     | 1.000    |
| 通算  | 通算  | 26    | 7     | 16    | 0     | 2     | 1.000    |

- 2024年度シーズン終了時

### 記録
初記録
投手記録
- 初登板・初先発登板：2023年4月22日、対北海道日本ハムファイターズ5回戦（楽天モバイルパーク宮城）、5回2/3を3失点で敗戦投手[26]
- 初奪三振：同上、1回表に野村佑希から空振り三振[65]
- 初勝利・初先発勝利：2023年7月5日、対オリックス・バファローズ12回戦（楽天モバイルパーク宮城）、6回5安打無失点[36]

打撃記録
- 初打席：2023年6月15日、対広島東洋カープ3回戦（MAZDA Zoom-Zoom スタジアム広島）、1回表にロベルト・コルニエルから二ゴロ

### 背番号
- 19（2023年 - ）

### 登場曲
- 『のびしろ』Creepy Nuts（2023年[64] - ）

### 代表歴
- 2022 ハーレムベースボールウィーク 日本代表